# Prionini
Los prioninos (Prionini) son una tribu de coleópteros crisomeloideos de la familia Cerambycidae.

## Géneros
Algunos géneros:
- Dorysthenes - Lobarthron - Mesoprionus - Microarthron - Miniprionus - Pogonarthron - Polylobarthron - Prionus - Pseudoprionus - Psilotarsus - Titanus[1]

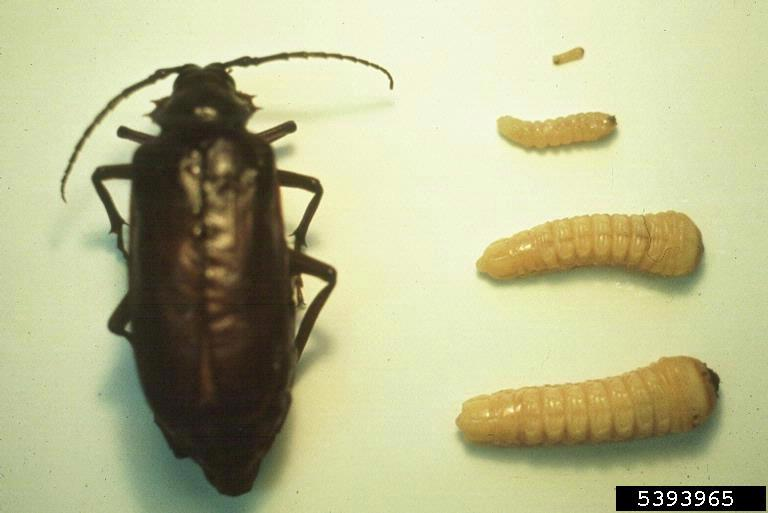
Prionus californicus adulto y larvas